# Монкюр (Північна Кароліна)
Монкюр (англ. Moncure) — переписна місцевість (CDP) в США, в окрузі Четем штату Північна Кароліна. Населення — 780 осіб (2020).

## Географія
Монкюр розташований за координатами 35°37′33″ пн. ш. 79°4′29″ зх. д. / 35.62583° пн. ш. 79.07472° зх. д. (35.625821, -79.074681).  За даними Бюро перепису населення США в 2010 році переписна місцевість мала площу 12,80 км², з яких 12,21 км² — суходіл та 0,59 км² — водойми.

## Демографія
Згідно з переписом 2010 року, у переписній місцевості мешкало 711 осіб у 294 домогосподарствах у складі 190 родин. Густота населення становила 56 осіб/км².  Було 371 помешкання (29/км²).
Расовий склад населення:
| - 54,1 % — білих - 36,6 % — чорних або афроамериканців - 0,4 % — корінних американців - 0,3 % — азіатів - 6,9 % — осіб інших рас |

До двох чи більше рас належало 1,7 %. Частка іспаномовних становила 9,6 % від усіх жителів.
За віковим діапазоном населення розподілялося таким чином: 22,1 % — особи молодші 18 років, 64,5 % — особи у віці 18—64 років, 13,4 % — особи у віці 65 років та старші. Медіана віку мешканця становила 42,7 року. На 100 осіб жіночої статі у переписній місцевості припадало 106,1 чоловіків;  на 100 жінок у віці від 18 років та старших — 107,5 чоловіків також старших 18 років.
Середній дохід на одне домашнє господарство  становив 33 393 долари США (медіана — 29 271), а середній дохід на одну сім'ю — 48 048 доларів (медіана — 48 875). За межею бідності перебувало 13,6 % осіб, у тому числі 0,0 % дітей у віці до 18 років та 22,5 % осіб у віці 65 років та старших.
Цивільне працевлаштоване населення становило 271 особа. Основні галузі зайнятості: мистецтво, розваги та відпочинок — 25,5 %, науковці, спеціалісти, менеджери — 16,6 %, освіта, охорона здоров'я та соціальна допомога — 15,1 %, роздрібна торгівля — 14,8 %.